# 14550 Lehký
14550 Lehký eller 1997 UU7 är en asteroid i huvudbältet som upptäcktes den 27 oktober 1997 av den tjeckiske astronomen Lenka Kotková vid Ondřejov-observatoriet. Den är uppkallad efter den tjeckiska amatörastronomen Martin Lehký.
Asteroiden har en diameter på ungefär 3 kilometer.